# I ciarlatani della salute
I ciarlatani della salute è un saggio scritto dallo psichiatra e criminologo Jean-Marie Abgrall, che è anche uno dei massimi esperti francesi dei fenomeni riguardanti le sette ed i condizionamenti mentali.
L'autore afferma di aver seguito da vicino uno dei fiori all'occhiello delle sette religiose, ossia le "patamedicine", come le ha definite lui prendendo in prestito il termine "patafisica" formulato da Alfred Jarry per significare scienza delle soluzioni immaginarie. Quindi accanto alle altre pratiche religiose prosperano le terapie di medicine dolci e i seminari di medicine parallele che fanno rifiorire le sette a sfondo terapeutico ed i guaritori di ogni tipo. Nella prefazione alla sua opera, lo stesso autore afferma che molti adepti vengono agganciati presso gli studi medici ed invogliati ad esplorare il campo delle medicine alternative.
L'autore è molto critico nei confronti delle pratiche mediche alternative e difatti sostiene che se da una parte l'omeopatia può non essere considerata una disciplina dannosa, però può far perdere tempo al praticante che vede allontanarsi la guarigione che, secondo l'autore, la medicina tradizionale può offrire. Analogamente l'agopuntura, scrive l'autore, non peggiora le condizioni di un malato però fa ritardare una diagnosi ed una cura. Ma il vero bersaglio di Abgrall sono i ciarlatani della salute che talvolta distolgono il malato dall'unico cammino che lo potrebbe portare ad una guarigione.
Nel primo capitolo Abgrall si sofferma sulle medicine dolci, alternative di quella tradizionale descritta come dura e aggressiva e fornisce l'identikit del praticante di queste tecniche che sembra essere più femminile che maschile, di un'età sui quaranta, di istruzione e professione medio alta e autonoma, abitante in grandi città.

I pazienti che ricorrono a queste terapie sono, generalmente, i malati affetti da disturbi cronici, dai disturbi funzionali, quelli che le utilizzano per mantenersi in forma, coloro che devono disintossicarsi e quelli che sono ritenuti incurabili dalla medicina ufficiale.
L'ultima parte del capitolo è dedicata ad una breve storia della medicina del sintomo in contrapposizione a quella olistica.
Il secondo capitolo si sofferma sull'omeopatia, della quale viene presentata una breve storia e una descrizione sui principi di funzionamento oltre ad un capitolo di critica da parte dell'autore sulla reale efficacia dei rimedi proposti da questa disciplina.
E a seguire Abgrall descrive la agopuntura, la naturopatia, l'antroposofia Steineriana, l'iridologia e la riflessologia, le terapie dei gusti e dei colori, la psichiatria olistica, e i rapporti tra medicina e sette. 

## Edizioni
- Jean-Marie Abgrall, I ciarlatani della salute, Editori Riuniti, 1999,  pp. 212, cap.15;.